# Blancafort, Katalonien
Blancafort är en kommun i Spanien.   Den ligger i provinsen Tarragona och regionen Katalonien, i den östra delen av landet, 400 km öster om huvudstaden Madrid. Antalet invånare är 418.
Medelhavsklimat råder i trakten.